# Fastkill
Fastkill ist eine japanische Thrash-Metal-Band aus Tokio, die im Jahr 1996 gegründet wurde.

## Geschichte
Nach drei in Eigenregie veröffentlichten Demoaufnahmen erschien im Jahr 2004 das Debütalbum Infernal Thrashing Holocaust bei dem japanischen Plattenlabel Satanic Lust Records. Dieses bestand zum Großteil aus Neuaufnahmen alter Demolieder. Im Jahr 2007 folgte einer Split-EP mit der Band Abigail bei Satanic Lust Records das zweite Studioalbum Nuclear Thrashing Attack, das bei World Chaos Production erschien. Eine weitere Split-EP erschien im darauf folgenden Jahr, dieses Mal mit der US-amerikanischen Thrash-Metal-Band Crucified Mortals.
Die Band spielte diverse Konzerte als Vorgruppe von Bands wie Abigail, Holy Moses und Hirax. Sie trat in den Jahren 2010 und 2011 auf dem True Thrash Festival in Osaka zusammen mit Bands wie At War, Metalucifer, Fueled by Fire, Sabbat und Razor auf.

## Diskografie
- 1996: Conflict in Hate (Demoaufnahme)
- 1999: Senseless Sadistic Souls (Demoaufnahme)
- 2001: Total Thrashing Massacre (Demoaufnahme)
- 2004: Infernal Thrashing Holocaust (Satanic Lust Records)
- 2007: Far East Necromancers (Split-EP mit Abigail, Satanic Lust Records)
- 2007: Nuclear Thrashing Attack (World Chaos Production)
- 2008: Ghastly Affliction (Split-EP mit Crucified Mortals, Reaper Metal)

## Stil
Fastkill spielen sehr schnellen Thrash Metal, aus dem vor allem der sich permanent in hohen Tonlagen bewegende Gesang von Toshio Komori herausragt. Die Band hat Einflüsse aus Punk und Hardcore. Die Liedtexte drehen sich um Themen wie Tod und Zerstörung, was aus Sicht der Band zum Klang der Musik passt und die Atmosphäre verstärken soll. Für die Split mit Abigail nahmen Fastkill eine Coverversion des Liedes Agents of Steel der Speed-Metal-Band Agent Steel auf.